# Merosargus supernitens
Merosargus supernitens är en tvåvingeart som beskrevs av James 1971. Merosargus supernitens ingår i släktet Merosargus och familjen vapenflugor.
Artens utbredningsområde är Costa Rica. Inga underarter finns listade i Catalogue of Life.